# Narsahi
Narsahi (nep. नस्रही) – gaun wikas samiti w zachodniej części Nepalu w strefie Lumbini w dystrykcie Nawalparasi. Według nepalskiego spisu powszechnego z 2001 roku liczył on 863 gospodarstw domowych i 5485 mieszkańców (2698 kobiet i 2787 mężczyzn).